# Cosmisoma humerale
Cosmisoma humerale är en skalbaggsart som beskrevs av Bates 1870. Cosmisoma humerale ingår i släktet Cosmisoma och familjen långhorningar. Inga underarter finns listade i Catalogue of Life.